# Cherry (2021)
Cherry (bra: Cherry - Inocência Perdida) é um filme americano de drama e crime dirigido por Anthony e Joe Russo. É baseado no romance de mesmo nome escrito por Nico Walker em 2018 e conta a história de um soldado do Exército dos Estados Unidos com transtorno de estresse pós-traumático. É estrelado por Tom Holland e Ciara Bravo. Ele foi lançado de forma limitada nos cinemas em 26 de fevereiro de 2021 e, posteriormente, em 12 de março de 2021 na Apple TV+.

## Elenco
- Tom Holland como Nico Walker
- Ciara Bravo como Emily
- Jack Reynor como Pills e Coke
- Michael Rispoli como Tommy
- Jeff Wahlberg como Jimenez

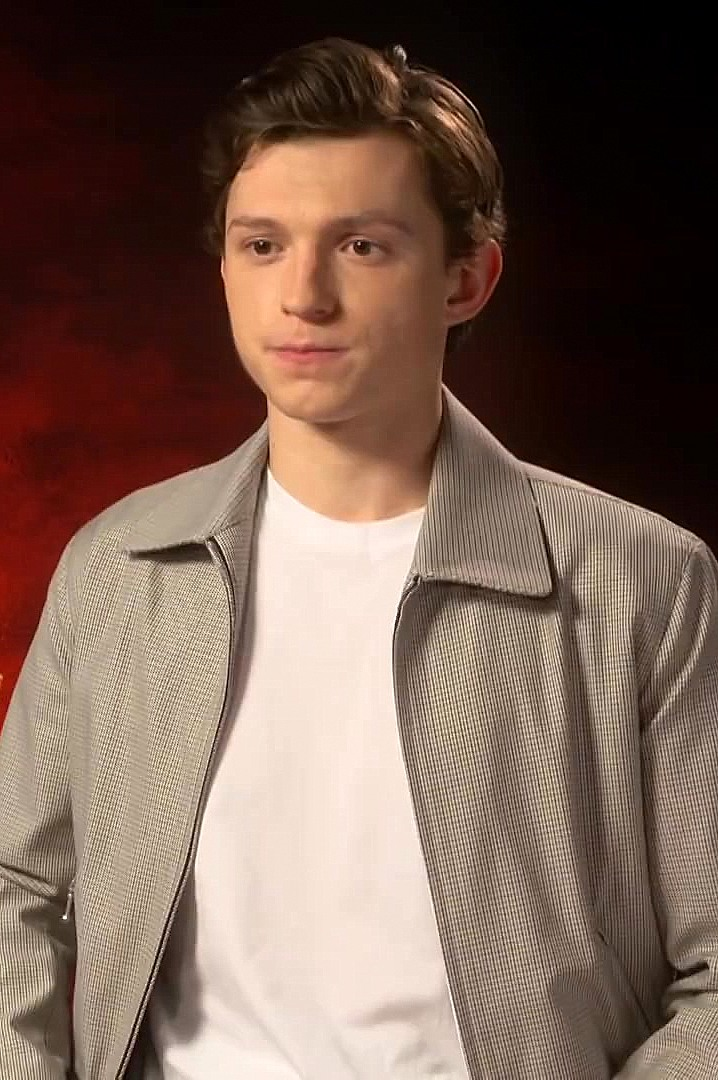
Tom Holland interpreta Nico Walker

- Forrest Goodluck como James Lightfoot
- Michael Gandolfini como Cousin Joe
- Kyle Harvey como Roy
- Pooch Hall como Sgt. Whomever
- Damon Wayans Jr. como Drill Sgt Masters
- Thomas Lennon como Dr Whomever
- Kelli Berglund como Madison Kowalski
- Jose Pablo Cantillo como Drill Sgt Deco
- Nicole Forester como Doctor
- Jamie Brewer como Shelly
- Fionn O'Shea como Arnold
- Sam Clemmett como Yuri
- Adam Long como Staff Sgt Greene[5]

## Recepção
O site agregador de resenhas Rotten Tomatoes relata que 39% dos 160 críticos deram ao filme uma resenha positiva, com uma avaliação média de 5,4 / 10. O consenso dos críticos do site diz: "É certamente elegante e oferece a Tom Holland uma oportunidade bem-vinda de se expandir, mas os infortúnios de Cherry derivam de uma história que é muito estereotipada para atropelar qualquer um." De acordo com o Metacritic, que atribuiu ao filme um pontuação média ponderada de 44 de 100 com base em 43 críticos, é indicado com "críticas mistas ou médias".